# 亞沃里夫 (科索夫區)
48°14′29″N 24°58′34″E / 48.24139°N 24.97611°E

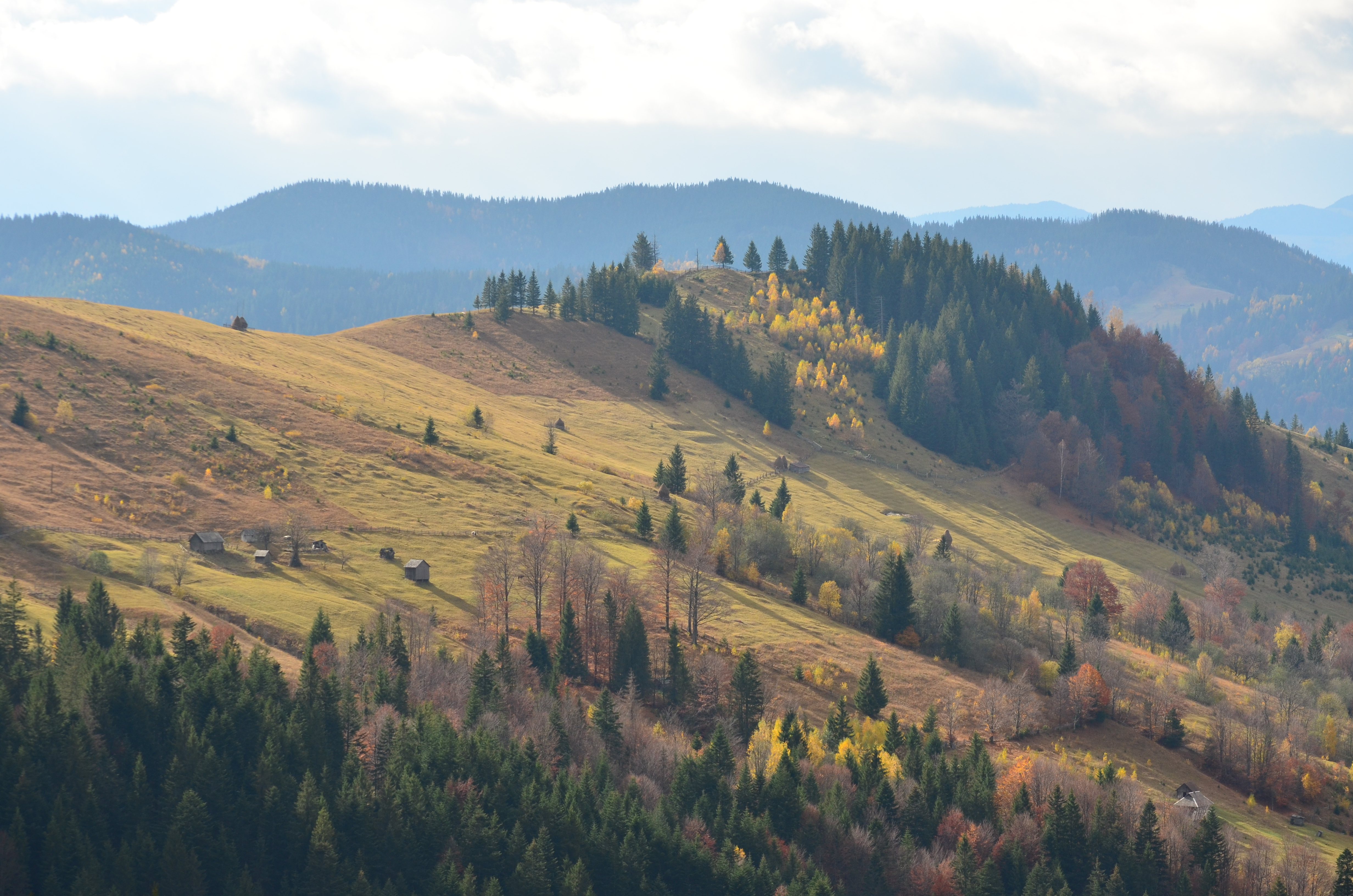

亞沃里夫（烏克蘭語：Яворів），是烏克蘭的村落，位於該國西部科索夫區，由科索夫區負責管轄，處於里布尼齊亞河畔，始建於1694年，面積12平方公里，2001年人口2,426。